# Anthony Grey
Anthony Grey (polgári neve: Sebestyén Elemér) krimiíró, forgatókönyvíró, fordító. Budapesten született, jelenleg is ott él. Rendkívül kalandos életet élt, ez ihlette a könyvírásra.

## Életpályája
A katonai szolgálata alatt ismerkedett meg az ázsiai küzdősportokkal, később versenyszerűen taekwondozott, valamint tanulmányozta a sáska kungfut, illetve a kjokusin karatét is. Két sport témájú világszabadalma is van, az egyiket az 1992-es szolnoki kjokusin karate Eb-n mutatták be.
Első kötete 1989-ben jelent meg. A harcművészet iránti szeretete és tisztelete jeléül a könyveiben mindig bemutat egy-egy harcművészeti ágat. Történetei általában egzotikus helyeken játszódnak, és rendkívül pergő cselekmény valamint sok humor jellemző rájuk. Külön érdekesség, hogy a szerző minden történetébe belecsempész egy vele megtörtént eseményt is.
Sebes T. Antal álnéven ezidáig egy könyve jelent meg Segítség! Megnősültem! címmel. A kötetből egyszemélyes vígjáték is készült Pindroch Csaba előadásában. Az ősbemutatóra Balatonföldváron került sor, 2016. június 24-én, ősztől pedig a Thália Színház mikroszínpadán volt látható. Azóta a darabot már hét országban láthatták, és túl van a 300.-ik előadáson.A történet 2018-ban újra kiadásra került, immáron saját néven (Sebestyén Elemér), 2021 decemberében pedig a folytatáskötet, a Segítség, megnősültem! 2 is a boltokba került. 2022-ben a Segítség, megnősültem! harmadik, átdolgozott kiadása is megjelent.

## Anthony Grey néven megjelent könyvei
- Véres kaland Miamiban (1989)
- Az őrült kísértet (1990)
- A Halálmester (1990)
- A kommandós háborúja (1991)
- …És elszabadul a pokol! (1991)
- Kung-fu életre-halálra (1992)
- Próbáld meg túlélni! (1993)
- A Kobraisten bosszúja (1997)
- Halálmester (II. kiadás) (2000)
- Buddha Könnye (2001)
- Sattarani a gyűlölet istene (2001)
- Kung-fu életre-halálra (II. kiadás) (2002)
- Kobraisten bosszúja (II. kiadás) (2003)
- …És elszabadul a pokol! (II. kiadás) (2004)
- A cápa szájában, avagy Próbáld meg túlélni! (II. kiadás) (2004)
- Az őrült kísértet (II. kiadás) (2006)
- AMOK avagy a fejvadász éjszakája (2012)
- Kalózkeringő (2012)
- Camazotz az alvilág ura avagy a maja sámán titka (2018)
- Kémjátszma a Bahamákon (2020)
- Vérfarkas az Alpokban (2020)
- Smaragdhajsza (2023)

Az utóbbi években forgatókönyvírással, eddigi köteteinek angolra fordításával, valamint egyéb témájú könyvek írásával is foglalkozik.